# Kartoffeltonne

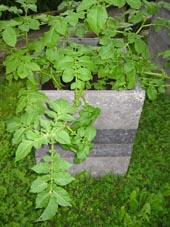
Kartoffelturm

Die Kartoffeltonne und ihre Abarten wie der Kartoffelturm ist ein Gartenbeet, das nicht ebenerdig angelegt ist, sondern sich über das übliche Beetniveau hinaus erhebt und Schicht für Schicht mit dem Wachstum der Kartoffeln aufgebaut wird. Es handelt sich dabei um eine Form eines Hochbeets.
Aufgrund der nicht zu automatisierenden Arbeitsschritte wird diese Anbauart nicht für gewerbliche Landwirtschaft genutzt. Stattdessen kommt sie in naturnahen Gartenbau vor. Die Anbaumethode ist Teil der Hobby-Gärtnerei sowie von Urban Farming und Urban Gardening, wobei sie den sinnvollen Kartoffelanbau bei nur geringem zur Verfügung stehenden Raum erlaubt.

## Anbautechnik
In die Erde der ersten Schicht werden keimfähige oder vorgekeimte Kartoffeln oder ausgestochene Keime gelegt. Wächst das Blattgrün (Kartoffelkraut) bis einige Zentimeter über die Erde, kann die nächste Lage Erde eingefüllt werden. Aus den eingeschütteten Blattachseln des Kartoffelkrautes wachsen dann sogenannte Tochterkartoffeln. Zur Ernte wird der Turm Schicht für Schicht wieder abgetragen.

## Materialien
Der Kartoffelturm kann zur Verwendung über mehrere Jahre hinweg aus wiederverwertbaren Teilen gefertigt sein. Die Einfassung kann aus verschiedensten Materialien bestehen, gegebenenfalls ist sie mit einer Trennschicht aus Kunststofffolie zu ergänzen:
- Holz
- Blech
- Stein / Naturstein / Kunststein (Betonplatten, Ziegelstein etc.)
- Kunststoff
- Bambus oder Schilfrohr
- Maschendraht

## Geeignete Kartoffelsorten
Kartoffelpflanzen bilden ihre Speicherknollen (die Erntekartoffeln) an unterirdisch wachsenden Stängeln, den sogenannten Stolonen. Moderne Kartoffelsorten besitzen zumeist nur sehr kurze Stolonen, damit ihre Knollen dicht beisammen gebildet werden und somit leichter geerntet werden können. Aus diesem Grund werden Kartoffelpflanzen in Reihenkultur (am Feld maschinell) angehäufelt; die Pflanzreihen haben dann einen Querschnitt wie ein Kegelstumpf.
Im "senkrechten Anbau" ist diese Eigenschaft jedoch von Nachteil, da die Kartoffelpflanzen der modernen Sorten keine neuen Knollen an den Stängeln bilden, die mit Erde bedeckt werden, sondern nur rund um die Mutterknolle Knollen ansetzen. Einen Mehrertrag in Tonnen, Türmen oder Säcken bringen nur Kartoffelsorten, die lang auslaufende Stolonen bilden, wie die Vitelotte Noire, die Asparges (auch Dänische Spargelkartoffel genannt) oder die Rote Emmalie; solche Sorten sind jedoch heute nur noch selten zu finden.